# Abra Kadabra
Abra Kadabra é um personagem fictício do universo DC Comics, inimigo do Flash. apareceu pela primeira vez em Flash #128 (Maio 1962) e foi criado por John Broome e Carmine Infantino.

## Origem
Abra Kadabra é um ilusionista e viajante do tempo proveniente do século 64, um tempo em que a ciência tornou o ilusionismo obsoleto. No entanto, ele desejava uma carreira como um mágico, então ele voltou atrás no tempo procurando público e acabou por entrar em confronto com o Flash Barry Allen.
Utiliza a mais alta tecnologia para fazer os seus truques. No seu período temporal, é considerado um perigo a população devido à sua insanidade e por usar a sua inteligência para cometer crimes. Assim como vários outros criminosos da DC Comics, vendeu a sua alma a Neron, e agora possui poderes místicos reais e muito perigosos.

## Histórico
Em um dos seus confrontos com o Flash, a tecnologia futurística que usava foi danificada, tornando seu corpo etéreo, como se fosse um fantasma vivo.